# Microrégion de Jauru
Pour les articles homonymes, voir Jauru (homonymie).

Localisation de la microrégion de Jauru

La microrégion de Jauru est l'une des trois microrégions qui subdivisent le sud-ouest de l'État du Mato Grosso au Brésil.
Elle comporte 12 municipalités qui regroupaient 99 617 habitants en 2006 pour une superficie totale de 16 888 km2.

## Municipalités[1]
- Araputanga
- Figueirópolis D'Oeste
- Glória d'Oeste
- Indiavaí
- Jauru
- Lambari D'Oeste
- Mirassol d'Oeste
- Porto Esperidião
- Reserva do Cabaçal
- Rio Branco
- Salto do Céu
- São José dos Quatro Marcos